# もっとキミ色に染まりたい
『もっとキミ色に染まりたい』（もっとキミいろにそまりたい）はPINC INCのアルバム。

## 内容
- 唯一のオリジナル・アルバム。12曲中3曲は碧井椿が初めて作曲を手がけた曲+葉山たけしによる編曲。
- 2008年12月24日には、当アルバム収録曲のスペシャルメドレーを携帯サイト「BEING GIZA STUDIO」でダウンロードができる。
- 初回盤はDVD付きでこれまでのシングルの表題曲4曲のプロモーションビデオが収録されている。
- タイトル曲「もっとキミ色に染まりたい」はチバテレビ『MU-GEN』1月度エンディングテーマ、及び日本テレビ『汐留☆イベント部』1月度テーマソングに起用。

## 批評
CDジャーナルは「キュートかつハードなポップ・パンクのなかに等身大の碧井を見ることができる」と評しただけではなく、彼女の制作姿勢を「エレクトロなスパイスには彼女の個性が見える」とも評している。

## 収録曲
1. デンジャラス・ラブ
作詞：碧井椿　作曲：大野愛果　編曲：森下志音
2. キミにHUGされていたい
作詞：碧井椿　作曲：大野愛果　編曲：森下志音
3. 流れ星 空に見つけたら
作詞・作曲：碧井椿　編曲：葉山たけし
4. もっとキミ色に染まりたい
作詞：碧井椿　作曲：大野愛果　編曲：小澤正澄
5. 週末大キライ
作詞：碧井椿　作曲：水野幹子　編曲：岡本仁志
6. キミの1番になりたい
作詞：碧井椿　作曲：平賀貴大　編曲：岡本仁志
7. So faraway
作詞：碧井椿　作曲：大野愛果　編曲：森下志音
8. 笑顔も泣き顔も
作詞：碧井椿　作曲・編曲：徳永暁人
9. ココロは裏切らない
作詞：碧井椿　作曲：川本宗孝　編曲：森下志音
10. I need you baby
作詞：碧井椿　作曲：川本宗孝　編曲：森下志音
11. いくつになっても…
作詞・作曲：碧井椿　編曲：葉山たけし
12. 最初で最後の恋にしたいから
作詞・作曲：碧井椿　編曲：葉山たけし

## 参加ミュージシャン
- 森下志音（Naifu） - ギター
- 葉山たけし - シンセサイザー、ギター
- 小澤正澄 - シンセサイザー、ギター
- 岡本仁志（GARNET CROW） - ギター
- 徳永暁人（doa） - プログラミング
- 大田紳一郎（doa） - コーラス
- 荒神直規（Naifu） - コーラス
- 寺尾広 - コーラス